# Tipula (Eumicrotipula) lethe
Tipula (Eumicrotipula) lethe is een tweevleugelige uit de familie langpootmuggen (Tipulidae). De soort komt voor in het Neotropisch gebied.